# Естетизм
Естети́зм (з грецької «почуттєвий, здатний відчувати») — напрямок в мистецтві кінця 19 початку 20 століть, що виник в Англії, як реакція на стриманий стиль вікторіанської доби. Основне філософське підгрунтя цього погляду була ідея мистецтва заради мистецтва, яка сформувалася ще в античні часи. Представники цього напрямку вивищували мистецтво навіть понад життям. Естетизм був противагою реалізму. Теорію естетизму викладено в книжці Оскара Вайлда «Задуми» (1891).